# 제9회 베를린 국제 영화제
제9회 베를린 국제 영화제는 1959년 6월 26일에 열린 시상식이다.

## 수상 및 후보

### 황금곰상
- 사촌들 - 끌로드 샤브롤 수상

### 은곰상:감독상
- 숨은 요새의 세 악인 - 구로사와 아키라 수상

### 은곰상:여자연기자상
- 애스크 애니 걸 - 셜리 맥클레인 수상

### 은곰상:남자연기자상
- 더 매그니피슨트 트램프 - 장 가방 수상

### 황금곰상:단편영화상
- 로벳 다스 미어 - 허먼 반 더 호스트 수상

### 황금곰상:다큐멘터리상
- 화이트 와일드니스 - 제임스 알가 수상